# Tōkyū Den’entoshi-Linie
| Triebzug der Baureihe 2020 bei Tana |                   |                                   |                                  |
| Streckenlänge: | 31,5 km           |                                   |                                  |
| Spurweite: | 1067 mm (Kapspur) |                                   |                                  |
| Stromsystem: | 1500 V =          |                                   |                                  |
| Streckengeschwindigkeit: | 110 km/h          |                                   |                                  |
| Zweigleisigkeit: | ganze Strecke     |                                   |                                  |
| |                   |                                   |                                  |
| Gesellschaft: | Tōkyū Dentetsu    |                                   |                                  |
| \| \| \| ↑ Ginza-Linie \| 1938– \| \| \| \| ↑ Hanzōmon-Linie \| 1978– \| \| \| \| ← Tōkyū Tōyoko-Linie \| 2013– \| \| \| \| Tōkyū Tōyoko-Linie (alte Strecke) \| 1927–2013 \| \| \| \| ↔ Yamanote-Linie \| 1885– \| \| \| 0,0 \| Shibuya (渋谷) \| 1927– \| \| \| \| \| \| \| \| \| \| \| \| \| \| ← Keiō Inokashira-Linie \| 1933– \| \| \| \| \| \| \| \| 1,9 \| Ikejiri-Ōhashi (池尻大橋) \| 1977– \| \| \| 3,3 \| Sangen-Jaya (三軒茶屋) \| 1925– \| \| \| \| ← Tōkyū Setagaya-Linie \| 1925– \| \| \| 4,8 \| Komazawa-daigaku \| Komazawa-daigaku \| \| \| \| (駒沢大学) \| 1977– \| \| \| 6,3 \| Sakura-shimmachi (桜新町) \| 1977– \| \| \| 7,6 \| Yōga (用賀) \| 1977– \| \| \| \| ← Tamagawa-Linie (Straßenbahn) \| \| \| \| \| → Tōkyū Ōimachi-Linie \| 1929– \| \| \| 9,4 \| Futako-Tamagawa \| Futako-Tamagawa \| \| \| \| (二子玉川) \| 1929– \| \| \| \| Tama-gawa \| \| \| \| 10,1 \| Futako-Shinchi (二子新地) \| 1927– \| \| \| 10,7 \| Takatsu (高津) \| 1927– \| \| \| 11,4 \| Mizonokuchi (溝の口) \| 1927– \| \| \| \| Musashi-Mizonokuchi (武蔵溝ノ口) \| \| \| \| \| ↔ Nambu-Linie \| 1927– \| \| \| 12,2 \| Kajigaya (梶が谷) \| 1966– \| \| \| \| Depot Kajigaya \| \| \| \| \| (2 Tunnel) \| \| \| \| 13,7 \| Miyazakidai (宮崎台) \| 1966– \| \| \| 14,7 \| Miyamaedaira (宮前平) \| 1966– \| \| \| \| \| \| \| \| \| Betriebswerk Saginuma \| \| \| \| 15,7 \| Saginuma (鷺沼) \| 1966– \| \| \| \| (2 Tunnel) \| \| \| \| \| Tōmei-Autobahn \| \| \| \| 17,1 \| Tama-Plaza (たまプラーザ) \| 1966– \| \| \| \| → Blaue Linie \| 1993– \| \| \| 18,2 \| Azamino (あざみ野) \| 1977– \| \| \| 19,3 \| Eda (江田) \| 1966– \| \| \| \| \| \| \| \| 20,6 \| Ichigao (市が尾) \| 1966– \| \| \| \| Yamoto-gawa \| \| \| \| 22,1 \| Fujigaoka (藤が丘) \| 1966– \| \| \| 23,1 \| Aobadai (青葉台) \| 1966– \| \| \| \| \| \| \| \| 24,5 \| Tana (田奈) \| 1966– \| \| \| \| Onda-gawa \| \| \| \| \| ↔ Yokohama-Linie \| 1908– \| \| \| 25,6 \| Nagatsuta (長津田) \| 1966– \| \| \| \| ← Kodomonokuni-Linie \| 1967– \| \| \| \| Betriebswerk Nagatsuta \| \| \| \| \| \| \| \| \| 26,8 \| Tsukushino (つくし野) \| 1968– \| \| \| \| \| \| \| \| 28,0 \| Suzukakedai (すずかけ台) \| 1972– \| \| \| 29,2 \| Minami-Machida (南町田) \| 1976– \| \| \| \| Sakai-gawa \| \| \| \| 30,3 \| Tsukimino (つきみ野) \| 1976– \| \| \| \| \| \| \| \| 31,5 \| Chūō-Rinkan (中央林間) \| 1984– \| \| \| \| ↔ Odakyū Enoshima-Linie \| 1929– \| |                   |                                   |                                  |
| U-Bahn-Strecke (im Tunnel) |                   | ↑ Ginza-Linie                     | 1938–                            |
| U-Bahn-Strecke (im Tunnel) · U-Bahn-Tunnelende |                   | ↑ Hanzōmon-Linie                  | 1978–                            |
| Turmbahnhof mit Tunnelstrecke (im Tunnel) · Strecke quer (im Tunnel) · U-Bahn-Kreuzung mit Eisenbahn mit Tunnelstrecke · Strecke quer (im Tunnel) |                   | ← Tōkyū Tōyoko-Linie              | 2013–                            |
| Strecke (im Tunnel) · U-Bahn-Strecke · Kopfbahnhof Streckenanfang und quer (Strecke außer Betrieb) |                   | Tōkyū Tōyoko-Linie (alte Strecke) | 1927–2013                        |
| Kreuzung mit oberirdischer Strecke (im Tunnel) · Strecke quer · U-Bahn-Kreuzung mit Eisenbahn geradeaus oben · Bahnhof quer |                   | ↔ Yamanote-Linie                  | 1885–                            |
| Strecke (im Tunnel) · Kopfbahnhof Streckenanfang · U-Bahn-Kopfbahnhof Streckenende | 0,0               | Shibuya (渋谷)                    | 1927–                            |
| Strecke (im Tunnel) · Tunnelanfang · U-Bahn-Kopfbahnhof Streckenanfang (Strecke außer Betrieb) |                   |                                   |                                  |
| Strecke nach halblinks (im Tunnel) · Strecke nach halbrechts (im Tunnel) |                   |                                   |                                  |
| Strecke nach rechts und von halblinks (im Tunnel) · Strecke nach halblinks und von halbrechts (im Tunnel) |                   | ← Keiō Inokashira-Linie           | 1933–                            |
| Strecke (im Tunnel) |                   |                                   |                                  |
| Haltepunkt / Haltestelle (im Tunnel) | 1,9               | Ikejiri-Ōhashi (池尻大橋)         | 1977–                            |
| U-Bahn-Kopfbahnhof Strecke bis hier außer Betrieb · Bahnhof (im Tunnel) | 3,3               | Sangen-Jaya (三軒茶屋)            | 1925–                            |
| U-Bahn-Abzweig ehemals geradeaus und nach rechts · Strecke (im Tunnel) |                   | ← Tōkyū Setagaya-Linie            | 1925–                            |
| Haltepunkt / Haltestelle (im Tunnel) | 4,8               | Komazawa-daigaku                  | Komazawa-daigaku                 |
| Strecke (im Tunnel) |                   | (駒沢大学)                        | 1977–                            |
| Haltepunkt / Haltestelle (im Tunnel) | 6,3               | Sakura-shimmachi (桜新町)         | 1977–                            |
| Haltepunkt / Haltestelle (im Tunnel) | 7,6               | Yōga (用賀)                       | 1977–                            |
| U-Bahn-Abzweig geradeaus und von rechts (Strecke außer Betrieb) · Tunnelende |                   | ← Tamagawa-Linie (Straßenbahn)    | ← Tamagawa-Linie (Straßenbahn)   |
| U-Bahn-Strecke (außer Betrieb) · Abzweig geradeaus und von links |                   | → Tōkyū Ōimachi-Linie             | 1929–                            |
| U-Bahn-Kopfbahnhof Streckenende (Strecke außer Betrieb) · Bahnhof | 9,4               | Futako-Tamagawa                   | Futako-Tamagawa                  |
| Strecke |                   | (二子玉川)                        | 1929–                            |
| |                   | Tama-gawa                         |                                  |
| Haltepunkt / Haltestelle | 10,1              | Futako-Shinchi (二子新地)         | 1927–                            |
| Haltepunkt / Haltestelle | 10,7              | Takatsu (高津)                    | 1927–                            |
| | 11,4              | Mizonokuchi (溝の口)              | 1927–                            |
| Kreuzung Ende Hochstrecke |                   | Musashi-Mizonokuchi (武蔵溝ノ口)  | Musashi-Mizonokuchi (武蔵溝ノ口) |
| Tunnel |                   | ↔ Nambu-Linie                     | 1927–                            |
| Bahnhof | 12,2              | Kajigaya (梶が谷)                 | 1966–                            |
| Betriebsstelle Streckenanfang und quer · Abzweig geradeaus und nach rechts |                   | Depot Kajigaya                    | Depot Kajigaya                   |
| Tunnel |                   | (2 Tunnel)                        | (2 Tunnel)                       |
| Haltepunkt / Haltestelle | 13,7              | Miyazakidai (宮崎台)              | 1966–                            |
| Haltepunkt / Haltestelle | 14,7              | Miyamaedaira (宮前平)             | 1966–                            |
| Betriebsstelle Streckenanfang und quer · Abzweig geradeaus und von rechts |                   |                                   |                                  |
| Abzweig geradeaus und von links · Betriebsstelle Streckenende und quer |                   | Betriebswerk Saginuma             | Betriebswerk Saginuma            |
| Bahnhof | 15,7              | Saginuma (鷺沼)                   | 1966–                            |
| Tunnel |                   | (2 Tunnel)                        | (2 Tunnel)                       |
| |                   | Tōmei-Autobahn                    |                                  |
| Haltepunkt / Haltestelle | 17,1              | Tama-Plaza (たまプラーザ)         | 1966–                            |
| Strecke |                   | → Blaue Linie                     | 1993–                            |
| | 18,2              | Azamino (あざみ野)                | 1977–                            |
| Bahnhof | 19,3              | Eda (江田)                        | 1966–                            |
| Tunnel |                   |                                   |                                  |
| Haltepunkt / Haltestelle | 20,6              | Ichigao (市が尾)                  | 1966–                            |
| Brücke über Wasserlauf |                   | Yamoto-gawa                       | Yamoto-gawa                      |
| Haltepunkt / Haltestelle | 22,1              | Fujigaoka (藤が丘)                | 1966–                            |
| Haltepunkt / Haltestelle | 23,1              | Aobadai (青葉台)                  | 1966–                            |
| Tunnel |                   |                                   |                                  |
| Haltepunkt / Haltestelle | 24,5              | Tana (田奈)                       | 1966–                            |
| Brücke über Wasserlauf |                   | Onda-gawa                         | Onda-gawa                        |
| Strecke · Strecke von links |                   | ↔ Yokohama-Linie                  | 1908–                            |
| | 25,6              | Nagatsuta (長津田)                | 1966–                            |
| Abzweig geradeaus und nach rechts · Strecke |                   | ← Kodomonokuni-Linie              | 1967–                            |
| Betriebsstelle Streckenanfang und quer · Abzweig geradeaus und nach rechts · Strecke |                   | Betriebswerk Nagatsuta            | Betriebswerk Nagatsuta           |
| Kreuzung geradeaus oben · Strecke nach rechts |                   |                                   |                                  |
| Haltepunkt / Haltestelle | 26,8              | Tsukushino (つくし野)             | 1968–                            |
| Tunnel |                   |                                   |                                  |
| Haltepunkt / Haltestelle | 28,0              | Suzukakedai (すずかけ台)          | 1972–                            |
| Haltepunkt / Haltestelle | 29,2              | Minami-Machida (南町田)           | 1976–                            |
| Brücke über Wasserlauf |                   | Sakai-gawa                        | Sakai-gawa                       |
| Haltepunkt / Haltestelle | 30,3              | Tsukimino (つきみ野)              | 1976–                            |
| Tunnelanfang |                   |                                   |                                  |
| | 31,5              | Chūō-Rinkan (中央林間)            | 1984–                            |
| |                   | ↔ Odakyū Enoshima-Linie           | 1929–                            |

Die Tōkyū Den’entoshi-Linie (jap. 東急田園都市線, Tōkyū Den’entoshi-sen) ist eine Eisenbahnstrecke auf der japanischen Insel Honshū, die von der Bahngesellschaft Tōkyū Dentetsu betrieben wird. Als eine der wichtigsten Pendlerstrecken in der Metropolregion Tokio verbindet sie Shibuya im Zentrum Tokios mit Vororten in den Präfekturen Tokio und Kanagawa, wobei sie weitgehend in südwestlicher Richtung verläuft. Neben der ebenfalls in Shibuya beginnenden Tōyoko-Linie ist die Den’entoshi-Linie eine von zwei Hauptlinien der Tōkyū Dentetsu. Übersetzt bedeutet der Name „Gartenstadt-Linie“, denn die Strecke erschließt Vororte, die von der Bahngesellschaft nach den Gartenstadt-Prinzipien geplant wurden.

## Streckenbeschreibung
Die 31,5 km lange Strecke ist in Kapspur (1067 mm) verlegt und mit 1500 V Gleichspannung elektrifiziert. Sie ist durchgehend zweigleisig ausgebaut; zwischen den Bahnhöfen Futako-Tamagawa und Mizonokuchi besteht ein viergleisiger Abschnitt von zwei Kilometern Länge, der von der Tōkyū Ōimachi-Linie geteilt wird. Es werden 27 Bahnhöfe bedient (einschließlich Endbahnhöfe), von denen sechs unterirdisch liegen; die zulässige Höchstgeschwindigkeit beträgt 110 km/h.
Stadtseitiger Ausgangspunkt ist der Bahnhof Shibuya, wo sich die von Westen nach Osten ausgerichteten Bahnsteige der Den’entoshi-Linie unter der Dōgenzaka-Straße befinden (und somit am nördlichen Ende der weitläufigen Bahnhofsanlage). Im zweigleisigen Tunnelbahnhof geht die Bahnstrecke unmittelbar in die nordostwärts führende Hanzōmon-Linie der U-Bahn-Gesellschaft Tōkyō Metro über. Die Den’entoshi-Linie verläuft zunächst südwestwärts in einem Tunnel unter der Nationalstraße 246 und der Route 3 der Stadtautobahn Tokio. Neben Shibuya sind auch die nachfolgenden Bahnhöfe Ikejiri-Ōhashi, Sangen-Jaya, Komazawa-daigaku, Sakura-shimmachi und Yōga unterirdisch. In Sangen-Jaya kann zur Setagaya-Linie umgestiegen werden, die wegen ihrer abweichenden Spurweite nicht mit dem übrigen Tōkyū-Streckennetz verbunden ist.
Nach etwa achteinhalb Kilometern tritt die Den’entoshi-Linie an die Oberfläche und trifft kurz darauf in Futako-Tamagawa auf die von Osten her einmündende Ōimachi-Linie. Beide Linien teilen sich den nachfolgenden Streckenabschnitt von zwei Kilometern Länge bis Mizonokuchi, weshalb dieser viergleisig ausgebaut ist. Dabei wird der Fluss Tama auf einer 440 m langen Brücke überquert. Nach Mizonokuchi durchquert die Strecke einen Ausläufer des Tama-Hügellandes; die kurvenreiche Trasse im hügeligen Gelände erforderte den Bau mehrerer Einschnitte und Tunnel. In Azamino kann zur U-Bahn Yokohama umgestiegen werden, in Nagatsuta zur Yokohama-Linie und zur Kodomonokuni-Linie. Schließlich endet die Strecke auf der Sagamino-Hochebene im unterirdischen Bahnhof Chūō-Rinkan; dort kreuzt sie sich mit der Enoshima-Linie von Odakyū Dentetsu.

## Züge
Das Zugangebot auf der Den’entoshi-Linie ist sehr dicht. Tagsüber verkehren von Shibuya in Richtung Chūō-Rinkan und umgekehrt jede Stunde 14 Züge, während der Hauptverkehrszeit bis zu 22 Züge. Etwa ein Viertel aller Züge wenden bereits in Saginuma oder in Nagatsuta. In fast allen Fällen werden die auf der Den’entoshi-Linie verkehrenden Züge in Shibuya zur Hanzōmon-Linie von Tōkyō Metro durchgebunden. Sie befahren dabei die gesamte U-Bahn-Linie bis zu ihrer östlichen Endstation Oshiage. Dort werden etwa zwei Fünftel aller Züge auf das Streckennetz der Bahngesellschaft Tōbu Tetsudō durchgebunden und verkehren weiter nach Minami-Kurihashi, Kita-Koshigaya, Kuki oder Tōbu-dōbutsu-kōen.
Folgende Zuggattungen werden angeboten:
■ Kyūkō (急行, engl. Express)

Diese Eilzüge verkehren tagsüber vier- bis sechsmal in der Stunde und lassen mehr als zwei Drittel aller Zwischenstationen aus.
■ Tsūkin-tokkyū (jap. 通勤特急, engl. Commuter Limited Express)

Eilzüge mit mehr Halten als die Kyūkō. Verkehren während der Hauptverkehrszeit bis zu sechsmal je Stunde, ansonsten zweimal je Stunde.
■ Kakueki-teisha (各駅停車, engl. Local)

Nahverkehrszüge mit Halt an allen Bahnhöfen; 8 bis 14 Verbindungen je Stunde.

## Bilder

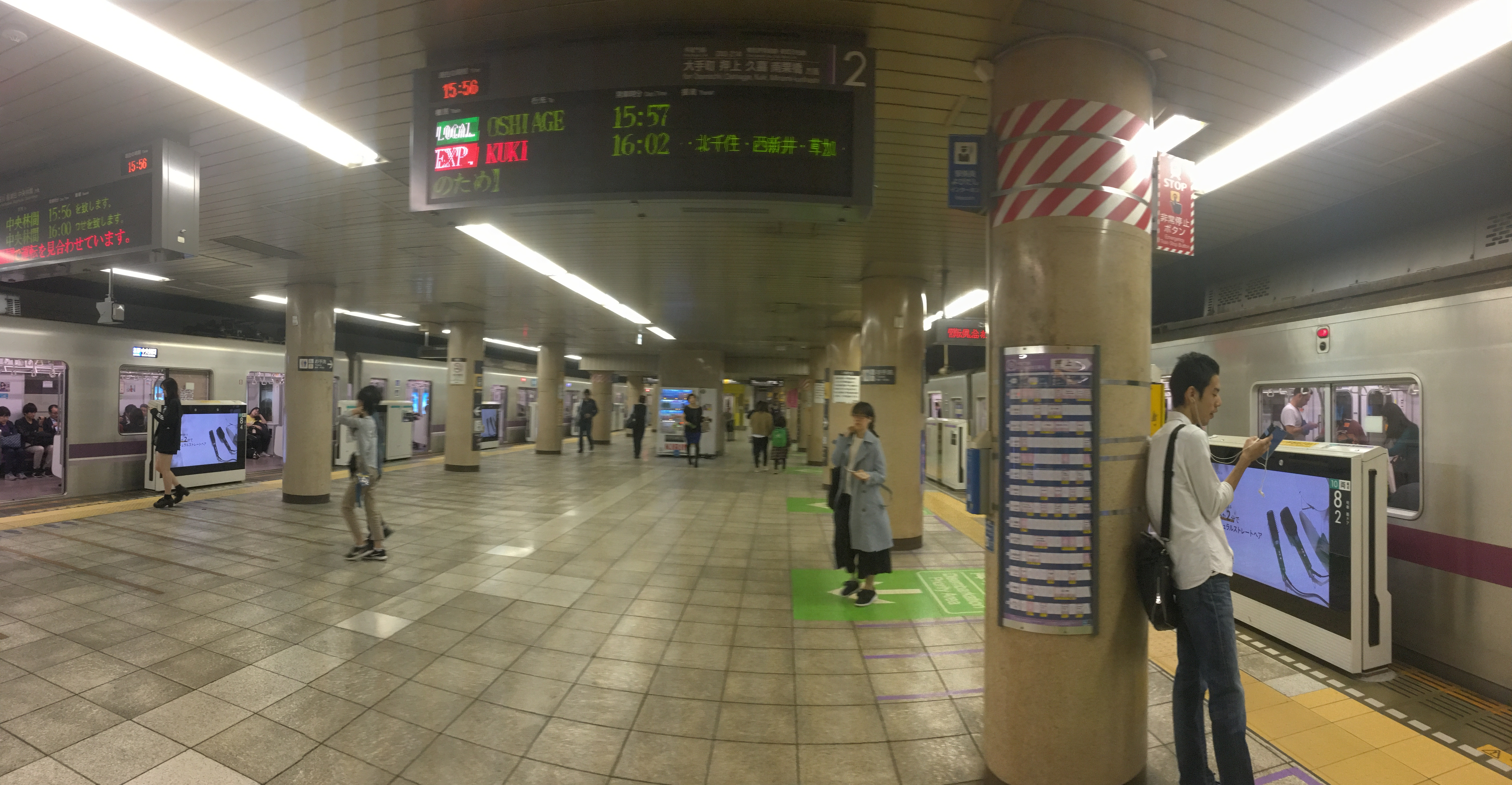
Endstation Shibuya
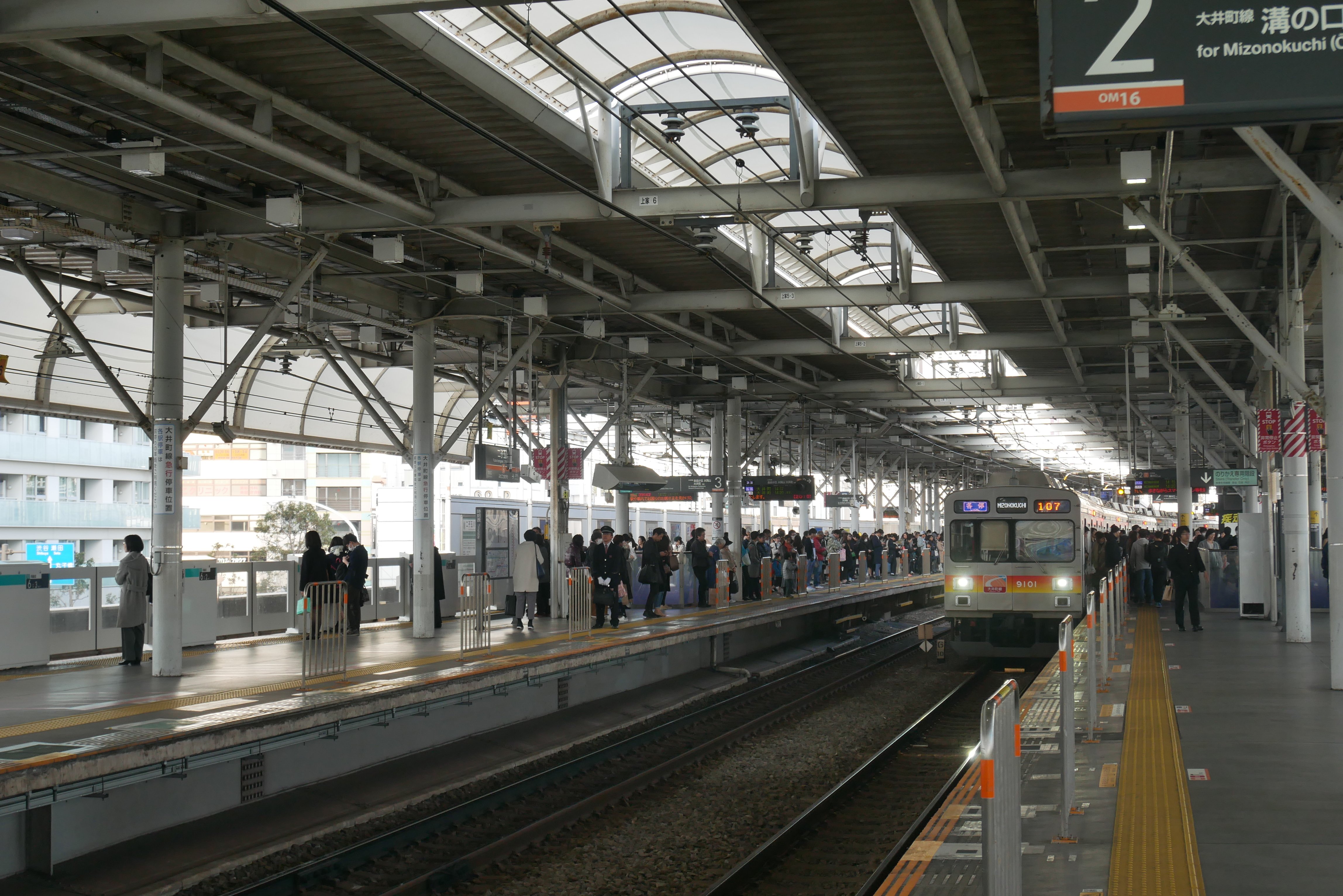
Bahnhof Futako-Tamagawa
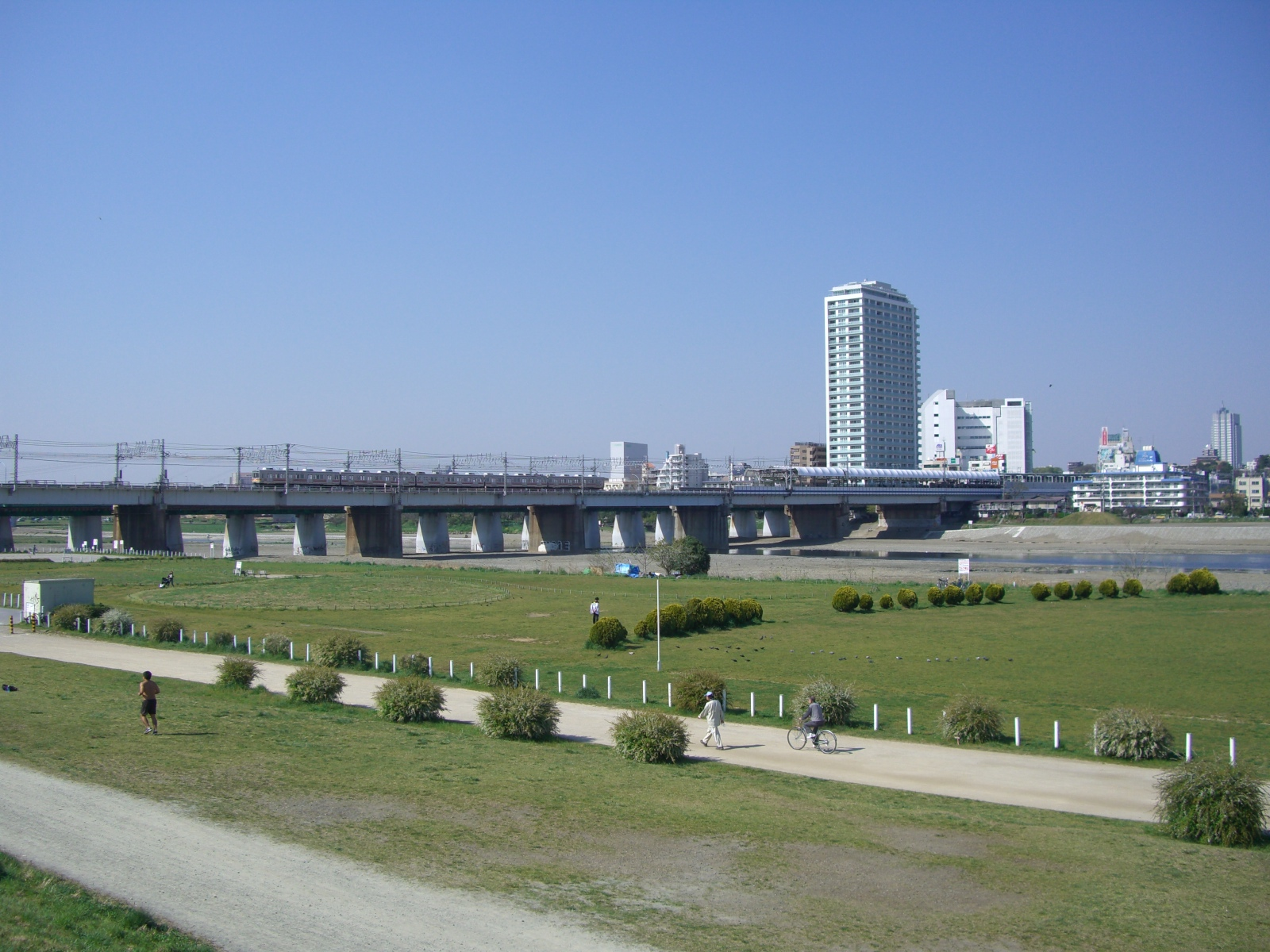
Brücke über den Tama
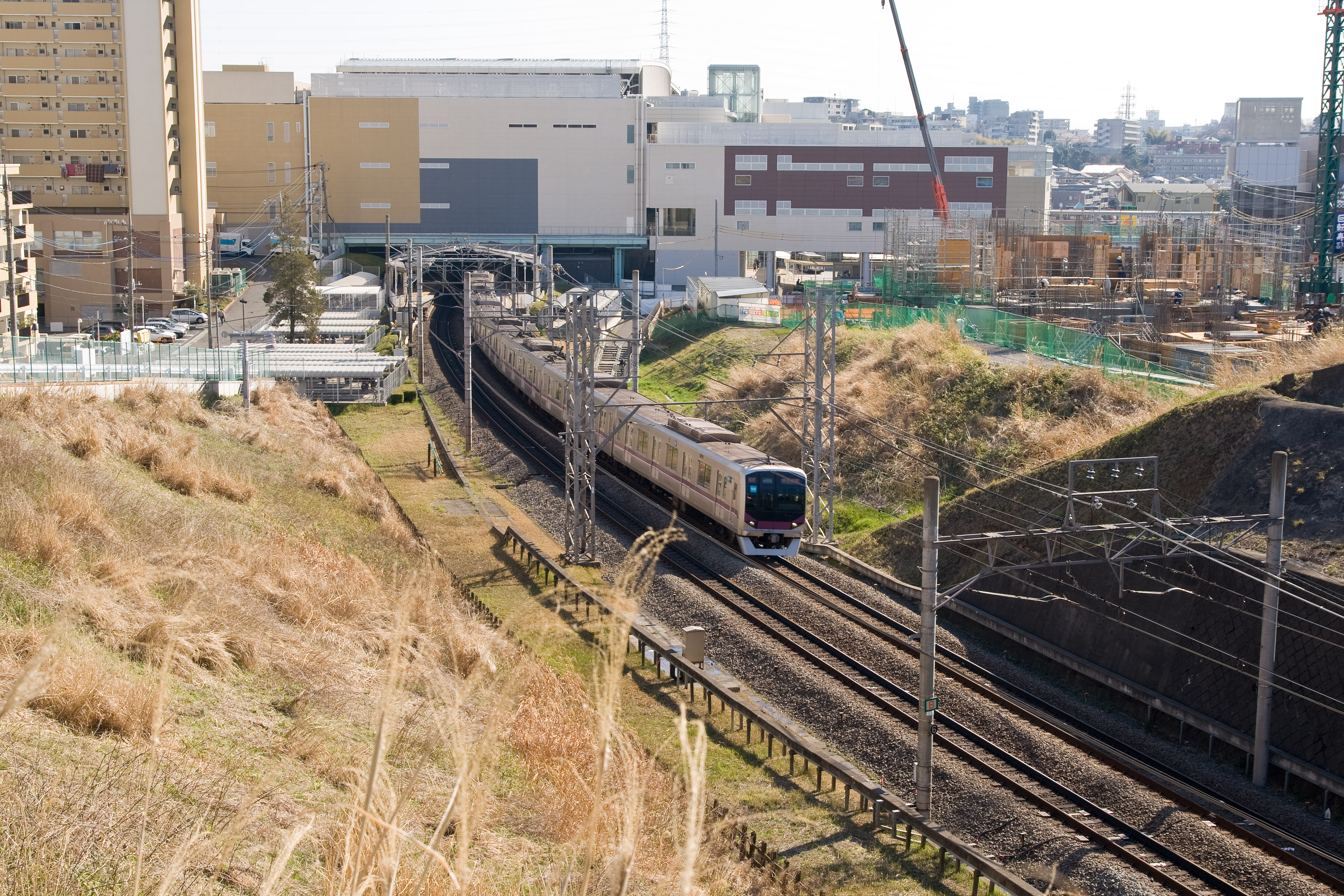
Streckenabschnitt beim Bahnhof Tama-Plaza
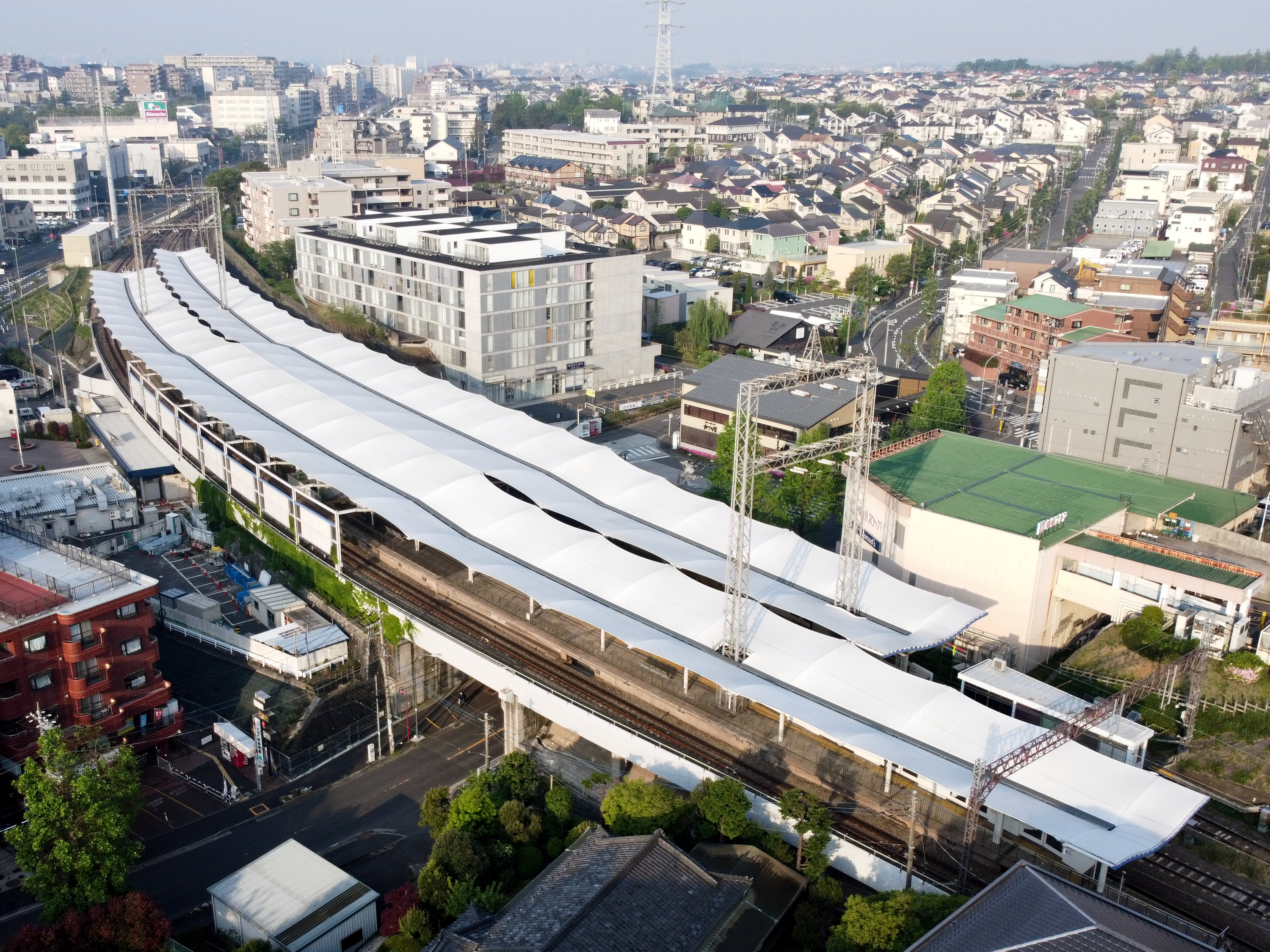
Luftansicht des Bahnhofs Eda

## Geschichte

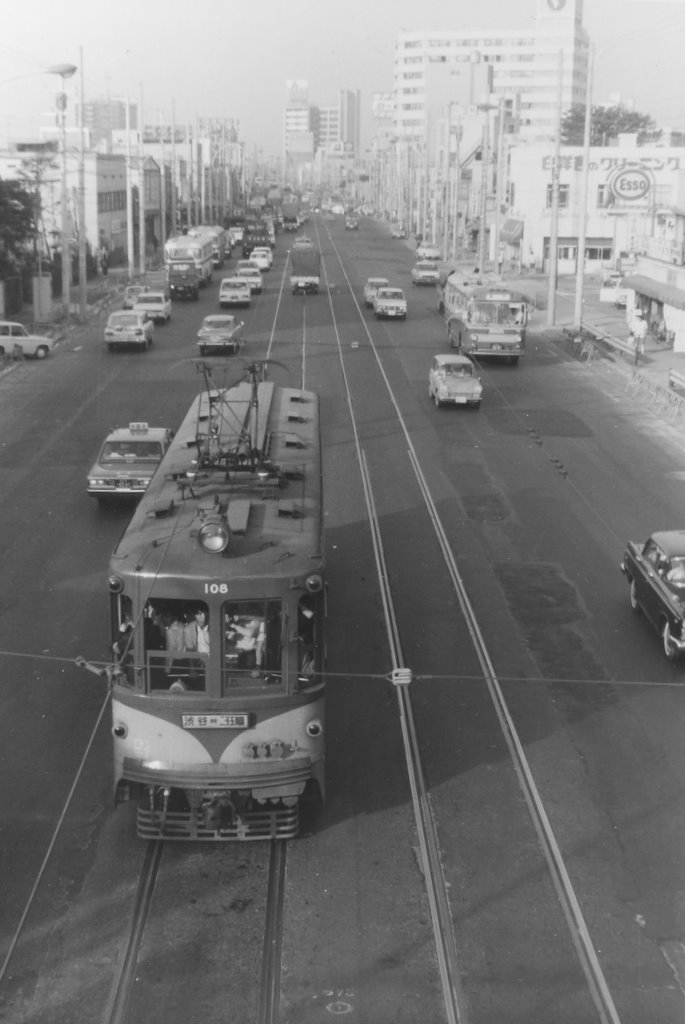
Ehemalige Tamagawa-Straßenbahn (1969)

Die indirekte Vorgängerin der heutigen Den’entoshi-Linie ist die Tamagawa-Linie, eine Straßenbahnlinie der Gesellschaft Tamagawa Denki Tetsudō (kurz Tamaden). Sie ist nicht zu verwechseln mit der heutigen Tōkyū Tamagawa-Linie. Ihr erster Abschnitt wurde am 6. März 1907 eröffnet und verband den Bahnhof Shibuya mit Futako-Tamagawa. Nach ihrer Fertigstellung war die Strecke einschließlich zweier Zweiglinien 13,4 km lang. Hinzu kamen am 1. März 1924 die Kinuta-Linie von Futako-Tamagawa nach Kinuta und am 18. Januar 1925 die Setagaya-Linie von Sangen-Jaya nach Shimo-Takaido. Zu Beginn war das kleine Straßenbahnnetz in Kapspur (1067 mm) verlegt. Ab 1920 betrug die Spurweite 1372 mm („schottische Spur“), damit sie mit den Strecken der Straßenbahn Tokio kompatibel war. Die Tōkyō Yokohama Dentetsu (heutige Tōkyū Dentetsu) stellte ab 1934 das Management, am 1. April 1938 übernahm sie die Tamaden ganz.
Während des Pazifikkriegs war das südwestlich von Mizonokuchi gelegene Hügelland überwiegend bewaldet. Entlang der Ōyama-Route (heute Nationalstraße 246) befanden sich einige kleinere Siedlungen und Ausbildungsbasen der Kaiserlich Japanischen Armee. Dort verkehrte seit dem 15. Juli 1927 die Tamaden-Straßenbahn zwischen den Stationen Futako-Tamagawa und Mizonokuchi. Auf Wunsch der Armee, die größere Transportkapazitäten benötigte, baute die Tōkyū Dentetsu diesen zwei Kilometer langen Abschnitt am 1. Juli 1943 in eine kapspurige Eisenbahnstrecke um und betrieb sie daraufhin als Teil der Ōimachi-Linie.
Im Jahr 1953, als in der Region etwa 20.000 Menschen lebten, stellte der Präsident von Tōkyū Dentetsu, Keita Gotō, ein Entwicklungskonzept für eine Planstadt vor. Dieses sah neue Bahnstrecken, Schnellstraßen und Wohnsiedlungen für in Tokio arbeitende Pendler vor. Die ersten Einwohner zogen 1959 in die Tama Den’entoshi („Tama-Gartenstadt“) ein. In Übereinstimmung mit dem Konzept trug die Ōimachi-Linie ab 11. Oktober 1963 den Namen Den’entoshi-Linie. Nach etwas mehr als zwei Jahren Bauzeit wurde am 1. April 1966 der 16 km lange Streckenabschnitt von Mizonokuchi nach Nagatsuta eröffnet. Ebenso war die eingleisige Brücke über den Tama, ursprünglich für die Straßenbahn erbaut, durch einen Neubau mit zwei Gleisen ersetzt worden, um einen möglichen zukünftigen Flaschenhals zu vermeiden.
Seit den 1970er Jahren wuchs die Bevölkerungszahl der Region rapide an. Die als kultiviert und hoch entwickelt angesehenen Planstadt zog viele neue Einwohner an. Heute wohnen rund 550.000 Menschen entlang der Strecke, welche die größte private Planstadt Japans erschließt. Um weitere Bauetappen zu erschließen, kamen mehrere Verlängerungen hinzu: am 1. April 1968 von Nagatsuta nach Tsukushino, am 1. April 1972 nach Suzukakedai und am 15. Oktober 1976 nach Tsukimino. Schließlich reichte die Strecke am 9. April 1984 bis nach Chūō-Rinkan.
Tōkyū Dentetsu legte am 11. Mai 1969 sowohl die Tamagawa-Linie als auch die Kinuta-Linie der Straßenbahn still. Sie schuf damit Platz für den gleichzeitigen Bau der Route 3 der Stadtautobahn Tokio und der parallel dazu verlaufenden unterirdischen Shin-Tamagawa-Linie von Shibuya nach Futako-Tamagawa. Während der achtjährigen Bauzeit verkehrten Ersatz-Buslinien. Ursprünglich war geplant, die Shin-Tamagawa-Linie als Fortsetzung der Ginza-Linie zu verwirklichen. Da diese aber bereits damals an ihre Kapazitätsgrenzen stieß und auch ein zu kleines Tunnelprofil hat, fiel der Beschluss, den Streckenabschnitt stattdessen für die Den’entoshi-Linie zu nutzen. Die neue Strecke ging am 7. April 1977 in Betrieb, der Durchgangsverkehr mit der Den′entoshi-Linie begann am 16. November 1977.
Am 12. August 1979 wurde der Abschnitt von Ōimachi nach Futako-Tamagawa abgetrennt und erhielt wieder den ursprünglichen Namen Ōimachi-Linie. Am selben Tag begann der Durchgangsverkehr von der Den′entoshi-Linie über die Hanzōmon-Linie der U-Bahn-Gesellschaft Eidan (heute Tōkyō Metro) und die Shin-Tamagawa-Linie (letztere ist seit dem 6. August 2000 ein offizieller Teil der Den′entoshi-Linie). Der Durchgangsverkehr wurde am 19. Mai 2003 über Suitengūmae bis nach Oshiage erweitert, wodurch nun eine Verbindung mit der Tōbu Isesaki-Linie und der Tōbu Nikkō-Linie der Bahngesellschaft Tōbu Tetsudō bestand. Der Ausbau der Den’entoshi-Linie von Futako-Tamagawa nach Mizonoguchi war am 11. Juli 2009 abgeschlossen; seither ist dieser Streckenabschnitt viergleisig und wird auch von Zügen der Ōimachi-Linie bedient.

## Liste der Bahnhöfe
Jk = Junkyū (Semi Express); Ky = Kyūkō (Express)
| Name                              | Name                        | km   | Jk | Ky | Anschlusslinien | Lage   | Ort                  | Präfektur |
| --------------------------------- | --------------------------- | ---- | -- | -- | --- | ------ | -------------------- | --------- |
| ↑ Durchbindung zur Hanzōmon-Linie |                             |      |    |    | |        |                      |           |
| DT01                              | Shibuya (渋谷)              | 00,0 | ●  | ●  | Saikyō-Linie Shōnan-Shinjuku-Linie Yamanote-Linie Keiō Inokashira-Linie Tōkyū Tōyoko-Linie U-Bahn Tokio: Fukutoshin-Linie Ginza-Linie Hanzōmon-Linie | Koord. | Shibuya, Tokio       | Tokio     |
| DT02                              | Ikejiri-Ōhashi (池尻大橋)   | 01,9 | ●  | ǀ  | | Koord. | Setagaya             | Tokio     |
| DT03                              | Sangen-Jaya (三軒茶屋)      | 03,3 | ●  | ●  | Tōkyū Setagaya-Linie | Koord. | Setagaya             | Tokio     |
| DT04                              | Komazawa-daigaku (駒沢大学) | 04,8 | ●  | ǀ  | | Koord. | Setagaya             | Tokio     |
| DT05                              | Sakura-shimmachi (桜新町)   | 06,3 | ●  | ǀ  | | Koord. | Setagaya             | Tokio     |
| DT06                              | Yōga (用賀)                 | 07,6 | ●  | ǀ  | | Koord. | Setagaya             | Tokio     |
| DT07                              | Futako-Tamagawa (二子玉川)  | 09,4 | ●  | ●  | Tōkyū Ōimachi-Linie | Koord. | Setagaya             | Tokio     |
| DT08                              | Futako-Shinchi (二子新地)   | 10,1 | ǀ  | ǀ  | | Koord. | Takatsu-ku, Kawasaki | Kanagawa  |
| DT09                              | Takatsu (高津)              | 10,7 | ǀ  | ǀ  | | Koord. | Takatsu-ku, Kawasaki | Kanagawa  |
| DT10                              | Mizonokuchi (溝の口)        | 11,4 | ●  | ●  | Tōkyū Ōimachi-Linie im Bhf. Musashi-Mizonokuchi: Nambu-Linie                                                                                         | Koord. | Takatsu-ku, Kawasaki | Kanagawa  |
| DT11                              | Kajigaya (梶が谷)           | 12,2 | ǀ  | ǀ  | | Koord. | Takatsu-ku, Kawasaki | Kanagawa  |
| DT12                              | Miyazakidai (宮崎台)        | 13,7 | ǀ  | ǀ  | | Koord. | Miyamae-ku, Kawasaki | Kanagawa  |
| DT13                              | Miyamaedaira (宮前平)       | 14,7 | ǀ  | ǀ  | | Koord. | Miyamae-ku, Kawasaki | Kanagawa  |
| DT14                              | Saginuma (鷺沼)             | 15,7 | ●  | ●  | | Koord. | Miyamae-ku, Kawasaki | Kanagawa  |
| DT15                              | Tama-Plaza (たまプラーザ)   | 17,1 | ●  | ●  | | Koord. | Aoba-ku, Yokohama    | Kanagawa  |
| DT16                              | Azamino (あざみ野)          | 18,2 | ●  | ●  | U-Bahn Yokohama: Blaue Linie | Koord. | Aoba-ku, Yokohama    | Kanagawa  |
| DT17                              | Eda (江田)                  | 19,3 | ǀ  | ǀ  | | Koord. | Aoba-ku, Yokohama    | Kanagawa  |
| DT18                              | Ichigao (市が尾)            | 20,6 | ǀ  | ǀ  | | Koord. | Aoba-ku, Yokohama    | Kanagawa  |
| DT19                              | Fujigaoka (藤が丘)          | 22,1 | ǀ  | ǀ  | | Koord. | Aoba-ku, Yokohama    | Kanagawa  |
| DT20                              | Aobadai (青葉台)            | 23,1 | ●  | ●  | | Koord. | Aoba-ku, Yokohama    | Kanagawa  |
| DT21                              | Tana (田奈)                 | 24,5 | ǀ  | ǀ  | | Koord. | Aoba-ku, Yokohama    | Kanagawa  |
| DT22                              | Nagatsuta (長津田)          | 25,6 | ●  | ●  | Yokohama-Linie Kodomonokuni-Linie | Koord. | Midori-ku, Yokohama  | Kanagawa  |
| DT23                              | Tsukushino (つくし野)       | 26,8 | ●  | ǀ  | | Koord. | Machida              | Tokio     |
| DT24                              | Suzukakedai (すずかけ台)    | 28,0 | ●  | ǀ  | | Koord. | Machida              | Tokio     |
| DT25                              | Minami-Machida (南町田)     | 29,2 | ●  | ●  | | Koord. | Machida              | Tokio     |
| DT26                              | Tsukimino (つきみ野)        | 30,3 | ●  | ǀ  | | Koord. | Yamato               | Kanagawa  |
| DT27                              | Chūō-Rinkan (中央林間)      | 31,5 | ●  | ●  | Odakyū Enoshima-Linie | Koord. | Yamato               | Kanagawa  |